# Prinde-mă, aprinde-mă!
"Prinde-mă, aprinde-mă!" este un cântec pop-dance înregistrat de muziciana română Andreea Bălan pentru al patrulea album de studio, Andreea B.. A fost al doilea și ultimul single de pe album și s-a clasat pe locul 64 în Romanian Top 100. Piesa a fost numită de Bălan ca fiind printre preferatele ei, alături de "Baby Get Up and Dance" și "Aparențe".
Videoclipul a avut un buget de 8.000 de euro și a fost filmat pe 29 aprilie în București de colaboratorul frecvent al lui Bălan, Dragoș Buliga. Bălan consideră videoclipul ca fiind unul de imagine.